# Attilano di Zamora
Attilano (... – 5 ottobre 916?) fu il primo vescovo di Zamora. Il suo culto come santo risale almeno al XII secolo.

## Biografia
Fu probabilmente compagno di san Froilano nella sua missione tra le popolazioni rurali della Spagna e in seguito si ritirò con lui a vita eremitica sul Curueño: con il sostegno di Alfonso III, fondarono vari monasteri nel León.
Il re li costrinse entrambi ad accettare l'episcopato: Attiliano fu consacrato vescovo di Zamora il giorno di Pentecoste, forse del 900.
Secondo una leggenda, dieci anni dopo la sua elezione si recò in pellegrinaggio a Gerusalemme e, uscendo da Zamora, gettò il suo anello nel Duero. Tornato in patria dopo due anni fu accolto, senza essere riconosciuto, da un uomo che viveva in una povera capanna poco fuori città, che gli offrì in pasto del pesce: aperto il pesce, Attiliano vi ritrovò il suo anello e, in quel momento, tutte le campane di Zamora iniziarono a suonare e i suoi poveri abiti da pellegrino si trasformarono in vesti pontificali.
Il suo nome compare in documenti che vanno dal 909 al 916, anno della sua morte.

## Culto
Il suo culto risale almeno al XII secolo; sarebbe stato canonizzato da papa Urbano II.
La reliquia della sua testa è conservata nella cattedrale di Toledo; il suo corpo fu rinvenuto nel 1260 nella cattedrale di Zamora e fu posto sotto l'altare maggiore.
Il suo elogio si legge nel Martirologio romano al 5 ottobre.